# Ах-мену

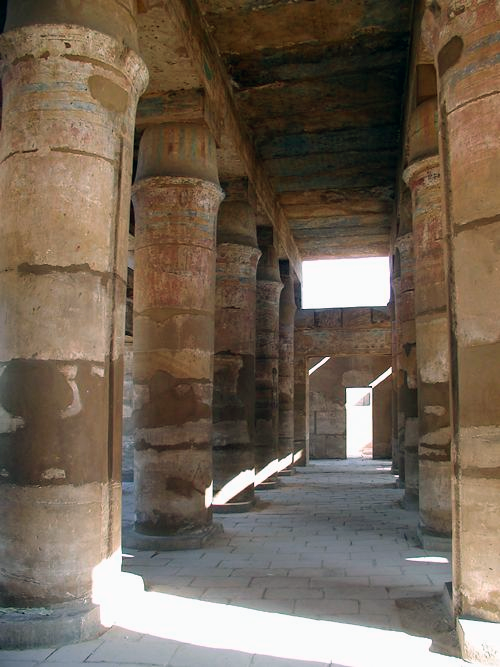
Колонны зала празднеств

Зал празднеств Тутмоса III («Ахмену») — крытый колонный зал в дальнем конце главной оси Карнакского храма, построенный в честь юбилея (хеб-сед) правления фараона Тутмоса III.
Колонны зала в виде огромных расписных шестов не имеют аналогов в египетской архитектуре. Для чего использовался этот зал преемниками Тутмоса, не вполне ясно. Согласно одному из предположений, здесь проводился ритуал посвящения в жрецы бога Амона.
В стороне от главного зала расположено помещение, рельефы на стенах которого изображают юбилейные приношения Тутмоса своим 61 предкам. В мае 1843 года французский археолог Эмиль Присс тайно демонтировал эти барельефы («Карнакский царский список») и вывез их в Лувр. Из-за неверного нанесения лака из битума цветная роспись барельефов утрачена.

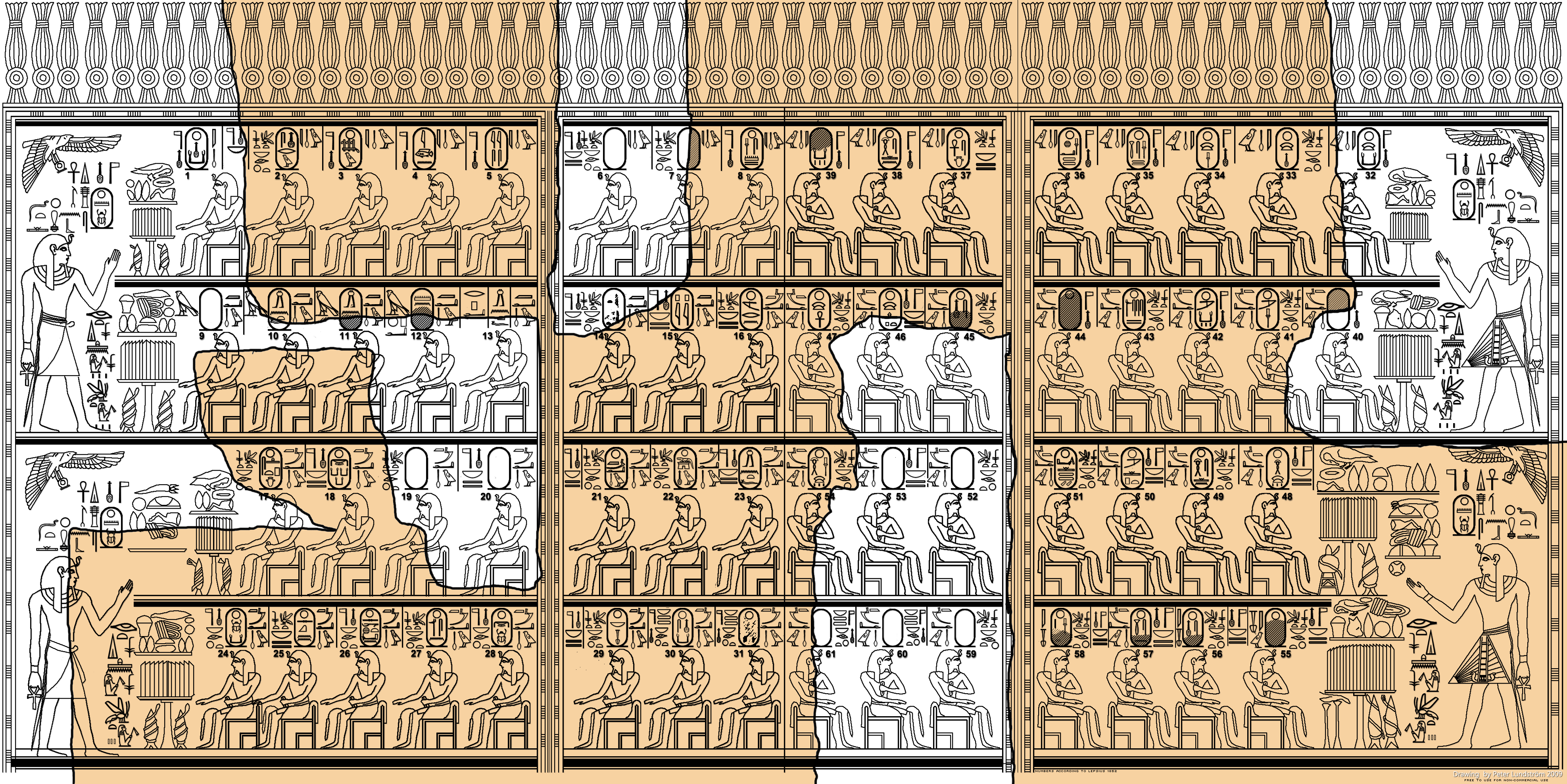
Карнакский царский список